# Ламово
Ламово — деревня в Дедовичском районе Псковской области России. Входит в состав Пожеревицкой волости Дедовичского района.
Расположена в южной части района, на правом берегу реки Судома, в 22 км к юго-западу от райцентра, посёлка Дедовичи, в 10 км к югу от волостного центра, деревни Пожеревицы, и в 6 км к северу от бывшего волцентра, деревни Сорокино.

## Население
Численность населения села составляет 31 житель (2000 год).

## История
До 3 июня 2010 года деревня входила в состав ныне упразднённой Сорокинской волости Дедовичского района.